# 예맥어
예맥어(濊貊語)는 기원전 수세기에 둥베이, 한반도 북동부, 연해주에 거주하고 있던 예맥이 사용하던 언어이다. 중국 고서에 부여 출신이 예(濊)인 것 같다는 기술이 있으며, 또 맥(貊)을 고구려의 별명 또는 별종이라고 기술하고 있다는 것, 예맥의 언어는 부여와 같다는 것에서도 예맥어는 부여어족에 포함된다고도 추정되나, 언어에 대해서 자세한 것은 거의 잘 알려지지 않았다.